# Ортона
Ортона (італ. Ortona) — муніципалітет в Італії, у регіоні Абруццо,  провінція К'єті.
Ортона розташована на відстані близько 170 км на схід від Рима, 85 км на схід від Л'Аквіли, 20 км на схід від К'єті.
Населення — 23 600 осіб (2014).

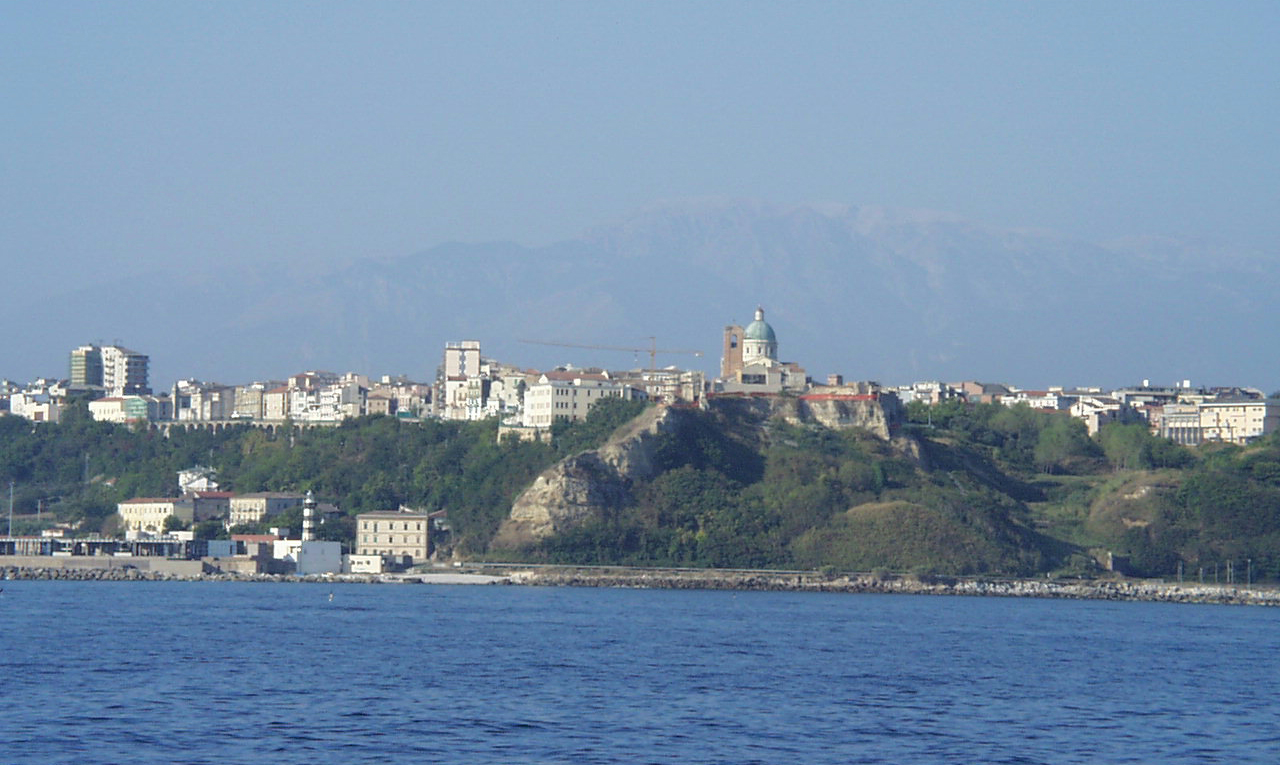

Щорічний фестиваль відбувається першої неділі травня. Покровитель — San Tommaso.

## Демографія
Населення за роками:

Станом на 1 січня 2023 року в муніципалітеті офіційно проживали 1174 іноземці з 67 країн, серед них 473 громадяни країн Євросоюзу та 49 громадян України.

## Сусідні муніципалітети
- Креккьо
- Франкавілла-аль-Маре
- Фриза
- Мільяніко
- Сан-Віто-К'єтіно
- Толло